# Luigi Della Santa
Luigi della Santa (* 1866 in Modena; † im 20. Jahrhundert) war ein italienischer Fechtmeister.

## Leben
Ab 1885 besuchte della Santa die „Scuola Magistrale“ in Rom, wo er Schüler des Fechtreformers Luigi Barbasetti war und 1887 das Fechtmeisterdiplom erlangte. Zunächst unterrichtete er an der Militärschule in Moderna, dann von 1895 bis 1900 an der Militärakademie in Sofia. Dort etablierte er die moderne italienische Fechtmethode in der bulgarischen Armee. 1900 ging er nach Brünn und führte dort ebenfalls den modernen Fechtsport ein. Im selben Jahr wurde in Brünn der „Brünner Fecht-Club“ gegründet. Von Herzog Philipp von Orléans wurde della Santa zum Fechtmeister des königlichen Hauses Orléans ernannt. Seine Schüler waren Fritz Flesch, Ernst Königsgarten, Nikolaus Graf Desfours-Walderode, Graf Ernst Zichy, Baron Oskar Rothschild und viele mehr. Am 26. August 1908 veranstaltete della Santa in Marienbad eine Fechtakademie zu Ehren von König Eduard VII. Neben dem König waren noch der französische Ministerpräsident Georges Clemenceau und der russische Außenminister Alexander Petrowitsch Iswolski anwesend. Der König verlieh della Santa bei dieser Gelegenheit den Royal Victorian Order 4. Klasse. Außerdem wurde della Santa für seine Verdienste 1904 zum Ritter des Ordens der Krone von Italien ernannt, und im selben Jahr erhielt er von Fürst Ferdinand von Bulgarien das Ritterkreuz des Zivilverdienstordens mit der Krone.